# نارابري
نارابري هي بلدة، في أستراليا، تقع في نيوساوث ويلز، هي عاصمة Narrabri Shire ‏، بلغ عدد سكانها 7,606  نسمة وذلك حسب إحصائيات سنة 2016، رمزها البريدي هو 2390.

## المناخ
يظهر الجدول التالي التغييرات المناخية على مدار السنة لنارابري:
| البيانات المناخية لـنارابري       | البيانات المناخية لـنارابري | البيانات المناخية لـنارابري | البيانات المناخية لـنارابري | البيانات المناخية لـنارابري | البيانات المناخية لـنارابري | البيانات المناخية لـنارابري | البيانات المناخية لـنارابري | البيانات المناخية لـنارابري | البيانات المناخية لـنارابري | البيانات المناخية لـنارابري | البيانات المناخية لـنارابري | البيانات المناخية لـنارابري | البيانات المناخية لـنارابري |
| الشهر                             | يناير                       | فبراير                      | مارس                        | أبريل                       | مايو                        | يونيو                       | يوليو                       | أغسطس                       | سبتمبر                      | أكتوبر                      | نوفمبر                      | ديسمبر                      | المعدل السنوي               |
| --------------------------------- | --------------------------- | --------------------------- | --------------------------- | --------------------------- | --------------------------- | --------------------------- | --------------------------- | --------------------------- | --------------------------- | --------------------------- | --------------------------- | --------------------------- | --------------------------- |
| الدرجة القصوى °م (°ف)             | 43.4 (110.1)                | 42.3 (108.1)                | 40.6 (105.1)                | 37.9 (100.2)                | 31.3 (88.3)                 | 26.9 (80.4)                 | 26.7 (80.1)                 | 32.1 (89.8)                 | 36.6 (97.9)                 | 40.7 (105.3)                | 43.0 (109.4)                | 43.3 (109.9)                | 43.4 (110.1)                |
| متوسط درجة الحرارة الكبرى °م (°ف) | 33.8 (92.8)                 | 33.2 (91.8)                 | 31.2 (88.2)                 | 27.3 (81.1)                 | 22.5 (72.5)                 | 18.7 (65.7)                 | 18.0 (64.4)                 | 19.8 (67.6)                 | 23.4 (74.1)                 | 27.1 (80.8)                 | 30.1 (86.2)                 | 33.0 (91.4)                 | 26.5 (79.7)                 |
| متوسط درجة الحرارة الصغرى °م (°ف) | 19.3 (66.7)                 | 19.1 (66.4)                 | 16.4 (61.5)                 | 11.9 (53.4)                 | 8.3 (46.9)                  | 5.2 (41.4)                  | 3.7 (38.7)                  | 4.6 (40.3)                  | 7.6 (45.7)                  | 11.7 (53.1)                 | 14.8 (58.6)                 | 17.7 (63.9)                 | 11.7 (53.1)                 |
| أدنى درجة حرارة °م (°ف)           | 10.6 (51.1)                 | 7.8 (46.0)                  | 5.6 (42.1)                  | 0.7 (33.3)                  | −2.2 (28.0)                 | −5.6 (21.9)                 | −4.4 (24.1)                 | −3.9 (25.0)                 | −1.7 (28.9)                 | −0.6 (30.9)                 | 3.9 (39.0)                  | 6.0 (42.8)                  | −5.6 (21.9)                 |
| معدل هطول الأمطار مم (إنش)        | 84.2 (3.31)                 | 63.6 (2.50)                 | 57.0 (2.24)                 | 39.1 (1.54)                 | 48.0 (1.89)                 | 48.1 (1.89)                 | 46.8 (1.84)                 | 40.7 (1.60)                 | 42.1 (1.66)                 | 52.5 (2.07)                 | 61.2 (2.41)                 | 77.8 (3.06)                 | 661.9 (26.06)               |
| المصدر: Bureau of Meteorology     |                             |                             |                             |                             |                             |                             |                             |                             |                             |                             |                             |                             |                             |

## أعلام
- جايسون ستولتنبرغ
- جايسون مودي
- بيتر شابمان
- رالف هنت
- مارك ويليس